# 1980 en Lorraine
Chronologie de la Lorraine
- 1976
- 1977
- 1978
- 1979
- 1980
- 1981
- 1982
- 1983
- 1984

Cette page est une liste d'événements qui se sont produits durant l'année 1980 en Lorraine.

## Éléments de contexte
- « Entre 1975 et 1980 la Lorraine a perdu près de 120 000 emplois industriels. »[1].
- À partir des années 1980, la région Lorraine voit se développer deux zones logistiques majeures : « à la périphérie de Nancy, la plate-forme multimodale de Champigneulles-Pompey, dont les travaux d'aménagement sont en voie d'achèvement, et, au nord de Metz, celle de Garolor-Eurotransit à Ennery, située à proximité immédiate des autoroutes Nord-Sud (A31) et Ouest-Est (A4) et desservie par un embranchement ferroviaire relié à la gare de triage de Metz-Woppy. » [2]

## Événements

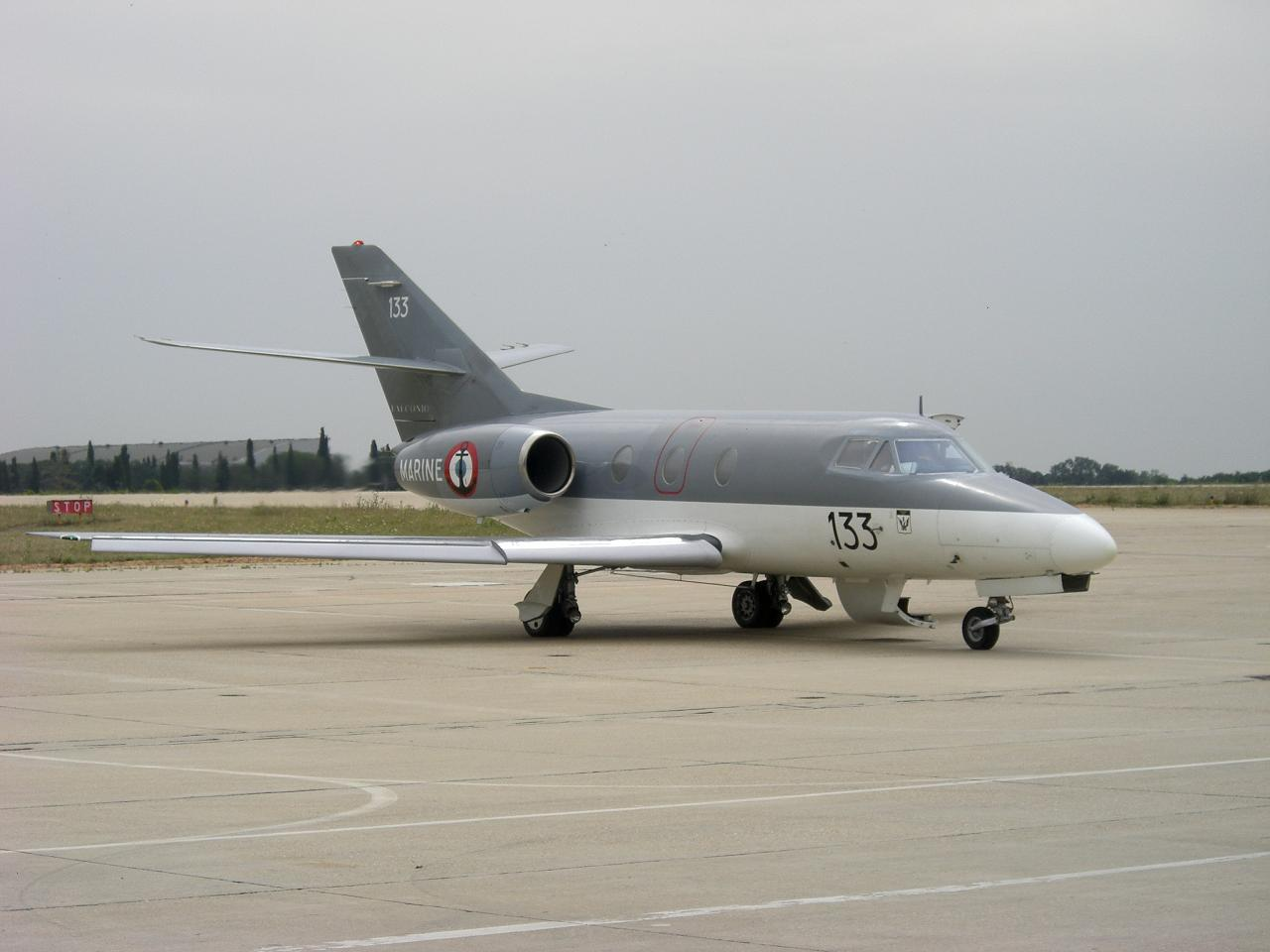
Falcon 10 MER.

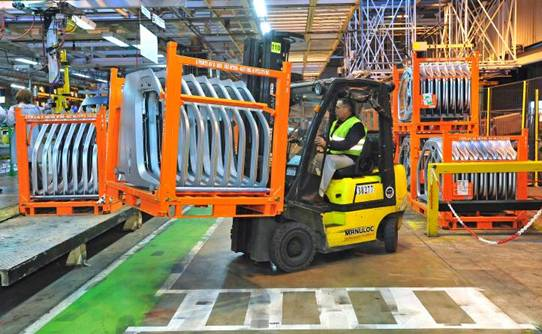
Atelier de la SOVAB

- Mise en route de l'usine Delco-Rémy (General Motors) à Sarreguemines[3].
- Création du groupe Alérions qui fait sonner ses instruments dans les bals folks des quatre coins de la Lorraine[4].
- Fondation de la société des Amis de l'histoire des Postes et des télécommunications en Lorraine[5].
- Jean Ragnotti et Jean-Marc Andrié remportent le rallye de Lorraine sur une Renault 5 Alpine[6].
- Fermeture de la Mine de Moutiers[7].
- Fondation à Batilly de la SOVAB (SOciété de Véhicules Automobiles de Batilly), usine de fabrication du groupe Renault. Des véhicules utilitaires y sont assemblés pour Renault et pour ses partenaires. Avec environ 3000 emplois, elle est le premier employeur privé de Meurthe-et-Moselle[8].
- Tournage à Metz du film La Provinciale de Claude Goretta[9]

- 1er janvier : arrivée du gaz russe en Lorraine. L'entrée sur le territoire Lorrain se fait à la station d'Obergailbach dans le Pays de Bitche[10].
- 30 janvier : accident d'un Dassault Falcon 10MER de l'Aéronavale à la base aérienne de Toul-Rosières, il n'est pas réparable[11].
- 17 mars : Gene Mayer remporte le tournoi de tennis de Lorraine[12].
- 18 mai : l'église Saint-Mansuy de Toul est totalement détruite dans un incendie[13].
- Juin 1980 : le festival rock de Rettel propose une affiche de premier ordre avec notamment : Clash, The Cure et Roxy Music[14].
- juillet : des records de fraîcheur en Lorraine [15]: moyenne maximale de seulement 20 °C à Metz et Nancy
- 10 juillet : température maxi la plus basse de 12,3 °C à Metz.
- 22 juillet : température la plus basse pour un mois de juillet à Metz avec 4,3 °C
- Août 1980 : Corinne Hinsberger est élue reine de la mirabelle[16].
- 24 octobre : marche sur Paris de 100 000 mineurs venus de toutes les régions minières de France[8].

## Inscriptions ou classements aux titre des monuments historiques

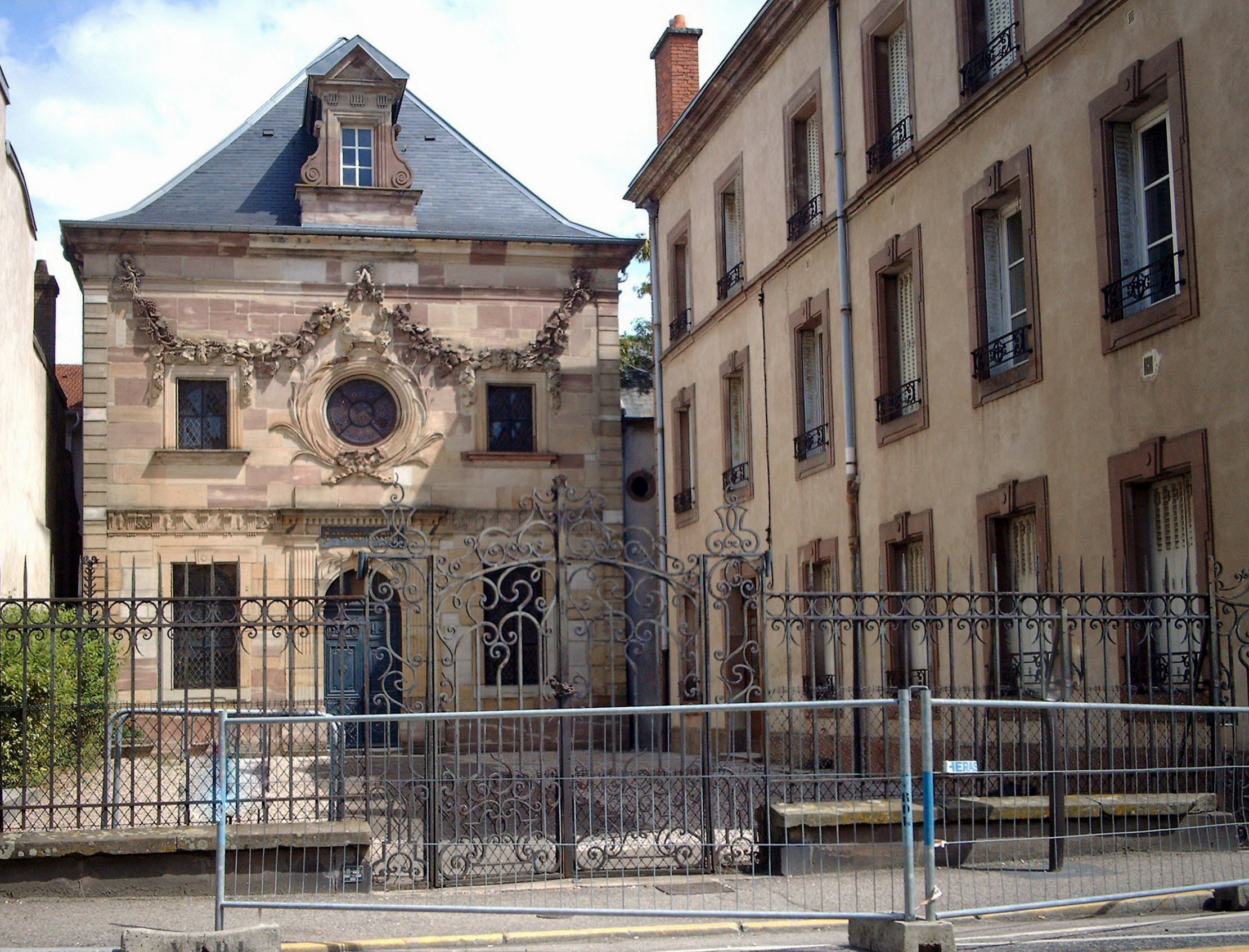
Lunéville la syngagogue.

- En Meurthe-et-Moselle : Synagogue de Lunéville[17]; Château de Thorey-Lyautey[18]; Musée d'Art et d'Histoire de Toul[19]
- En Meuse : Église Saint-Quentin de Contrisson[20]; Château de Marbeaumont [21];
- En Moselle : Aqueduc de Gorze à Metz[22]; Château de Chahury[23]; Château de Guermange[24]; Église Sainte-Brigitte de Plappeville[25]; Chapelle Sainte-Croix de Saint-Avold[26];
- Dans les Vosges : Château de Sandaucourt[27]; Couvent des Cordeliers des Thons[28]

## Naissances

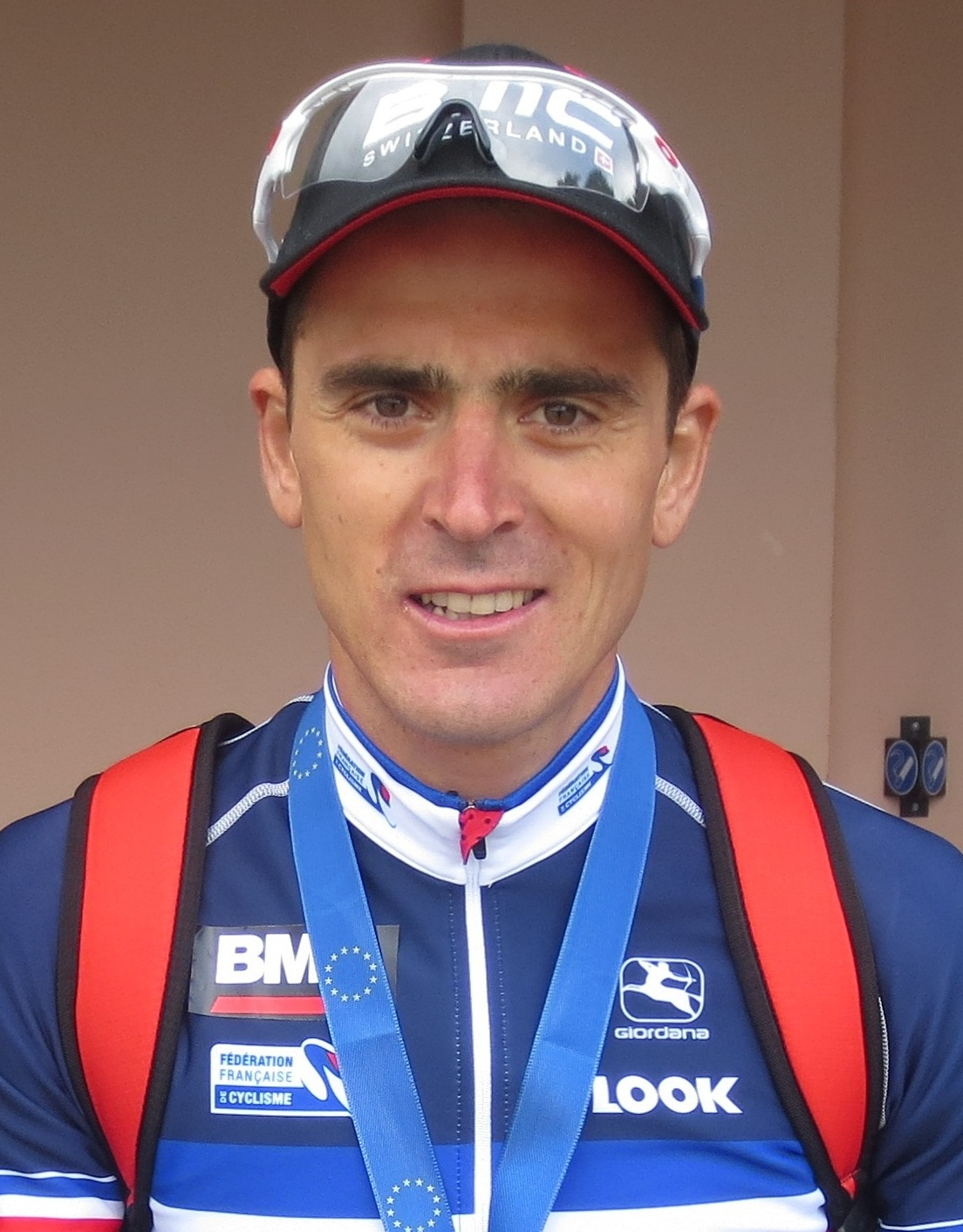
Julien Absalon.

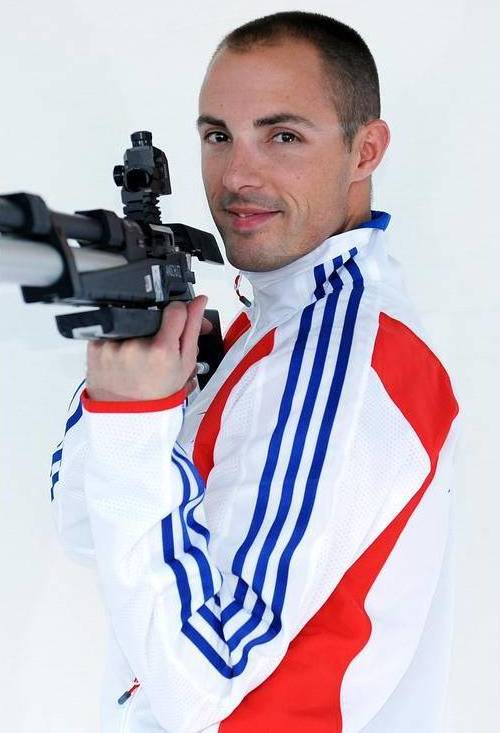
Cyril Graff

- à Nancy : Romain Descharmes, un pianiste français.
- 13 janvier à Nancy : Claire Vallée[29] est une chef cuisinière[a] française. En 2021, elle reçoit pour son restaurant ONA, la première étoile Michelin accordée à un restaurant végan.
- 29 janvier à Sarreguemines : Yannick Szczepaniak, lutteur français. Il a participé à deux Jeux Olympiques (2004 et 2008) et y a remporté une médaille de bronze en 2008.
- 1er mars à Forbach : Gennaro Bracigliano, footballeur puis entraîneur français qui évolue au poste de gardien de but au FC Lunéville. Il est dans le même temps l’entraîneur des moins de 19 ans du club.
- 5 mars à Épinal : Maria Pourchet, romancière française[30]. La plupart de ses romans sont publiés aux éditions Gallimard dans la collection Blanche.
- 10 mars à Remiremont : Julien Jeanpierre, joueur puis entraîneur de tennis français.
- 7 avril à Hayange : Anne Neu, joueuse française de volley-ball du poste de libéro, professionnelle au club de Terville Florange OC de 1999 à 2013.
- 28 mai à Saint-Dié-des-Vosges : Régis Lhuillier, ancien coureur cycliste français, professionnel de 2001 à 2003. Il mesure 1,83 m pour 69 kg.
- 14 juillet à Metz : Mody Traoré, footballeur français.
- 16 août à Remiremont : Julien Absalon, coureur cycliste français spécialiste de VTT cross-country.
- 19 août à Nancy : Houcine Camara, chanteur français.
- 22 août à Metz : Grégory Leca, footballeur français. Milieu défensif de formation, il a évolué aussi au poste de défenseur central.
- 11 septembre à Nancy : Cyril Graff , tireur de l'équipe de France. Il a représenté la France aux Jeux olympiques de Londres.
- 29 novembre à Nancy : Isabelle Méjean, économiste française spécialiste des questions de commerce international.

## Décès
- 27 janvier à Vandœuvre-lès-Nancy : Jean Thiry, né le 10 août 1899 à Nancy[31], écrivain, historien et biographe français[32].
- 3 juin à Velaine-en-Haye : Georges Condé, dit Geo Condé (ce qui se prononce Jo Condé), artiste, peintre, sculpteur, céramiste et marionnettiste français né le 25 juin 1891 à Frouard (Meurthe-et-Moselle).
- 11 septembre à Braquis (Meuse) : Martial Brousse, né le 26 septembre 1893 à Seilhac (Corrèze), homme politique français.
- 23 octobre à Darney : Lucien Cordier est un spéléologue français né le 3 février 1922 à Nancy .
- 24 octobre à Lucey : André Picquot, né le 24 avril 1908 dans la même ville, homme politique français.
- 23 novembre à Vandœuvre-lès-Nancy : Jean Templin,  footballeur français d'origine polonaise né le 14 décembre 1928 . Il réalise l'essentiel de sa carrière comme ailier gauche au Stade de Reims.
- 28 décembre à Verdun : Jean Vuillaume, homme politique français, né le 21 mai 1897 à Saint-Claude dans le Jura.